# السوداء (البيضاء)

تعديل مصدري - تعديل

السوداء هي إحدى قرى عزلة السوداء وال عيسى وحي بمديرية البيضاء التابعة لمحافظة البيضاء، بلغ تعداد سكانها 837 نسمة حسب تعداد اليمن لعام 2004.